# Serie eluotrópica
Una serie eluotrópica es un listado de varios compuestos ordenados según su poder de elución para un adsorbente dado.
Tales series son útiles para determinar los disolventes necesarios en la cromatografía de una mezcla de compuestos químicos. Normalmente tales series comienzan con disolventes no-polares, como el n-hexano, y finalizan en disolventes polares como metanol o agua. 
El orden de disolventes en una serie eluotrópica depende a la vez de la fase estacionaria así como del compuesto empleado para determinar el orden.

## Fuerza de elución[2]
La fuerza de elución, fuerza eluyente, o fuerza elutrópica, (εº), de un disolvente es una medida de la energía de adsorción del disolvente tomando como referencia el sistema pentano-sílice pura al que se asigna el valor 0.
Por ejemplo, la serie de Snyder cuantifica la fuerza de elución de cada disolvente en alúmina . Dicha fuerza indica la facilidad del disolvente para formar enlaces de hidrógeno con las moléculas que queremos extraer, la cual depende de su constante dieléctrica o de su momento dipolar.

## Series eluotrópicas[3]
| Serie de Trappe | Serie de Strain | Serie de Snyder |
| --- | --- | --- |
| menos polar | menos polar | fuerza de elución (εº) |
| éter de petróleo ciclohexano tetracloruro de carbono tricloroetano tolueno benceno diclorometano cloroformo dietiléter acetato de etilo acetona n-propanol etanol metanol agua piridina | éter de petróleo tetracloruro de carbono ciclohexano disulfuro de carbono dietiléter acetona benceno tolueno ésteres orgánicos 1,2-dicloroetano cloroformo diclorometano alcoholes agua piridina ácidos orgánicos mezclas de ácidos orgánicos con bases, agua, alcoholes o piridina | n-pentano (0.00) n-hexano (0.01) n-heptano (0.01) ciclohexano (0.04) disulfuro de carbono (0.15) tetracloruro de carbono (0.18) éter isopropílico (0.28) 2-cloropropano (0.29) tolueno (0.29) 1-cloropropano (0.30) clorobenceno (0.30) benceno (0.32) bromoetano (0.37) éter dietílico (0.38) cloroformo (0.40) diclorometano (0.42) tetrahidrofurano (0.45) 1,2-dicloroetano (0.49) metiletilcetona (0.51) acetona (0.56) dioxano (0.56) acetato de etilo (0.58) acetato de metilo (0.60) 1-pentanol (0.61) dimetilsulfóxido (0.62) anilina (0.62) nitrometano (0.64) acetonitrilo (0.65) piridina (0.71) 2-propanol (0.82) etanol (0.88) metanol (0.95) etilenglicol (1.11) ácido acético ( >>1) |
| más polar | más polar | más polar |

## Mezclas de disolventes
A veces como eluyentes en cromatografía se usan mezclas de dos o más disolventes de distinta fuerza de elución, dentro de la serie: 
hexano < tolueno < cloroformo < diclorometano < acetona < acetato de etilo < etanol < metanol < agua
Por ejemplo una mezcla hexano-acetato de etilo (20:1) tiene menos poder de elución que una mezcla 10:1 de dichos disolventes.